# Cryptocellus isthmius
Espèce
Cryptocellus isthmius est une espèce de ricinules de la famille des Ricinoididae.

## Distribution
Cette espèce est endémique du Panama.

## Description
Le mâle holotype mesure 5,10 mm.
La femelle décrite par Cooke et Shadab en 1973 comme celle de Cryptocellus glenoides mesure 6,20 mm,.

## Publication originale
- Cooke & Shadab, 1973 : New and little known Ricinuleids of the genus Cryptocellus (Arachnida, Ricinulei). American Museum Novitates, no 2530, p. 1-25 (texte intégral).